# Санта-Марія-делла-Вітторіа

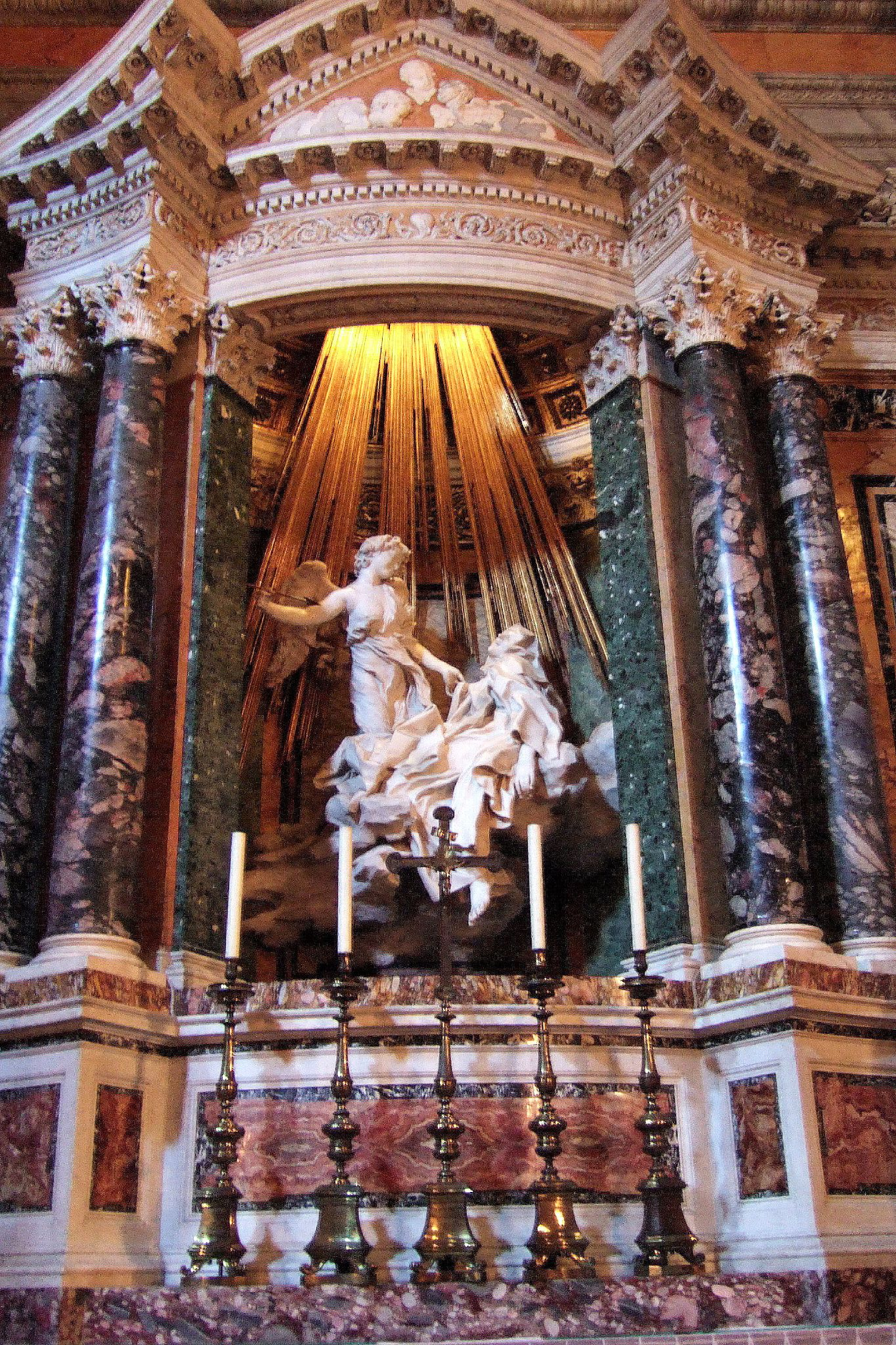
Берніні «Екстаз святої Терези»

Санта-Марія-делла-Вітторіа (італ. Santa Maria della Vittoria) — невелика титулярна церква в східній частині Риму на Via XX Settembre, 500 метрів на схід від Квіринальського палацу. Відома підкреслено театралізованим убранням капели Корнаро і особливо виконаної Лоренцо Берніні групою «Екстаз святої Терези», яка вважається тріумфом мистецтва бароко.

## Історія
Будувалася орденом босоногих кармелітів з 1605 року як церква св. Павла. Як і сусідня Санта-Сусанна, храм був повністю спроєктований Карло Мадерно.
Після битви на Білій горі (1620) пересвячений на честь Діви Марії і перемоги католиків над ворогами віри — чеськими протестантами.
У 1624 році фінансування будівництва прийняв на себе Сціпіоне Боргезе (в обмін на античну статую Гермафродита, знайдену під час розкопок). Через два роки будівництво було завершено, проте прикраса інтер'єру тривала до кінця XVII століття.
Після пожежі 1833 року була потрібна реставрація.
У Відні та Празі побудовані церкви з тої ж нагоди.

## Титулярна церква
Церква Санта-Марія-делла-Вітторіа є титулярною церквою, кардиналом-священиком з титулом церкви Санта-Марія-делла-Вітторіа з 24 березня 2006 року є американський кардинал Шон Патрік О'Меллі.